# Viquipèdia en asturià
La Viquipèdia en asturià (en asturià: Wikipedia n'asturianu) és l'edició en asturià de la Viquipèdia. Va ser creada el juliol del 2004 i el 20 de novembre de 2007 va superar els 10.000 articles. A 31 de desembre de 2013, amb més de 43.000 articles és la Viquipèdia 78 per nombre d'articles. Fins al 2014 s'anomenava Uiquipedia.

## Evolució
L'evolució en volum d'articles de la Viquipèdia en asturià és la següent:
- 2 d'agost de 2004: 1r article anomenat Zazaki (Zazaqui)
- 9 d'agost de 2004: 100 articles.
- 1 de setembre de 2004: 1.000 articles.
- 27 de novembre de 2004: 2.000 articles.
- 31 de gener de 2005: 3.000 articles.
- 2 de desembre de 2005: 4.000 articles.
- 8 de juliol de 2006: 5.000 articles.[2]
- 5 de novembre de 2006: 6.000 articles.
- 24 de desembre de 2006: 7.000 articles.
- 21 de març de 2007: 8.000 articles.
- 7 de setembre de 2007: 9.000 articles.
- 20 de novembre de 2007: l'article anomenat Ḥoquei (Hoquei) fa el nombre 10.000.
- 11 de març de 2008: 11.000 articles.[3]
- 10 de febrer de 2009: 12.000 articles.
- 2 de febrer de 2010: 13.000 articles.
- 15 de desembre de 2010: 14.000 articles.
- 5 de juliol de 2011: 15.000 articles.
- 9 de maig de 2012: 16.000 articles.
- 12 de maig de 2012: 17.000 articles.
- 13 de maig de 2012: 18.000 articles.
- 4 d'octubre de 2013: l'article anomenat Hestoria de la llingua catalana (Història de la llengua catalana) fa el nombre 19.000, creat en el marc de la Viquimarató nit digital.[4]